# طلا
قرية طلا هي إحدى القرى التابعة لمركز الفشن في محافظة بني سويف في جمهورية مصر العربية. حسب إحصاءات سنة 2006، بلغ إجمالي السكان في طلا 9795 نسمة، منهم 4964 رجل و4831 امرأة.